# کتابخانه ملی بلغارستان

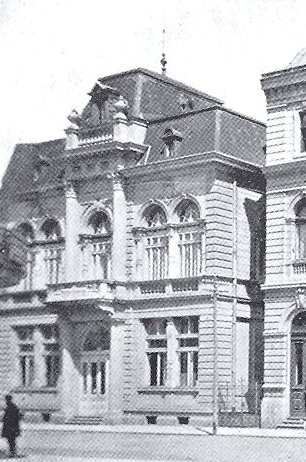

کتابخانه ملی سیریل و متدیوس یا کتابخانه ملی بلغارستان توسط دو برادر دانشمند بلغاری در ۱۸۷۸ در صوفیه تأسیس شد.

## تاریخچه
در زمان جنگ جهانی دوم ساختمان کتابخانه تماماً از بین رفت و فقط ۲۰۰ هزار کتاب از آن به‌جای ماند. ساختمان کتابخانه جدید در دسامبر ۱۹۵۳ افتتاح شد.

### مجموعه کتابخانه
کتابخانه مجموعهٔ کاملی است از کلیهٔ انتشارات چاپی کشور، منابع معتبر خارجی در تمام زمینه‌ها و همچنین یکی از غنی‌ترین مجموعه‌های آرشیوی عثمانی را در خود جای داده است. تقریباً تمام انتشارات سازمان ملل متحد و انتشارات سازمان‌های بین‌المللی را دارد.
موجودی کتابخانه بیشتر از ۶ میلیون جلد است که نسخه خطی بلغاری و خارجی و تعداد زیادی کتاب‌های نادر را نیز داراست. کتابخانه همچنین ۳ میلیون و۵۰۰ هزار سند و مدرک تاریخی ملی و شرقی دارد و در واقع به عنوان آرشیو ملی مدارک تاریخی بلغارستان تا ۱۹۰۰ انجام وظیفه می‌کرد. (مرکز اسناد دولتی مسئول نگهداری اسناد قرن۲۰ است). از ۱۸۹۷ کتابخانه ملی، مرکز واسپاری شد و کتابشناسی ملی را منتشر کرد. کتا‌ب‌شناسی ملی دارای لیست‌های مختلف کتاب، نقشه، جزوه، موسیقی و دیگر مواد است و دو هفته یکبار منتشر می‌شود. انتشارات رسمی و پایان‌نامه‌ها (ماهانه)، مقالات، مجلات و مجموعه‌های مقالات، (دو هفته یکبار) مقالات روزنامه‌ها (ماهانه)، پیایندهای بلغارستان (سالانه)،Bulgaria (سه ماه یکبار) و کتابشناسی کتابشناسی‌های بلغارستان (سالانه) منتشر می‌شوند. همچنین ۴ سال یکبار درهمکرد کتاب‌ها و دیگر مواد، پایان‌نامه‌ها، مواد شنیداری و بلغاری منتشر می‌نماید.
کتابخانه ملی مرکز اطلاعات کتابشناختی فعالی در زمینه‌های فرهنگی، محیط زیست، اقتصادی و حقوقی است. همچنین به عنوان مؤسسهٔ تحقیقاتی در زمینه علم کتابداری، کتاب‌شناسی و کتاب انجام وظیفه می‌کند.
این کتابخانه از ۱۹۷۰ هماهنگ‌کننده اعمال اساسی و پایه‌ای کتابخانه در کشور است. در سال ۱۹۹۰، چهل محقق تمام وقت و پانزده دانشجو استخدام نمود. به عنوان مرکز ملی عهده‌دار هدایت و مشاوره کتابخانه‌های تحقیقاتی شبکه‌های است. تعداد کارمندان آن ۵۰۸ نفر است، که ۳۱۵ نفر آن متخصص و کارشناس هستند.